# Rachel Kushner

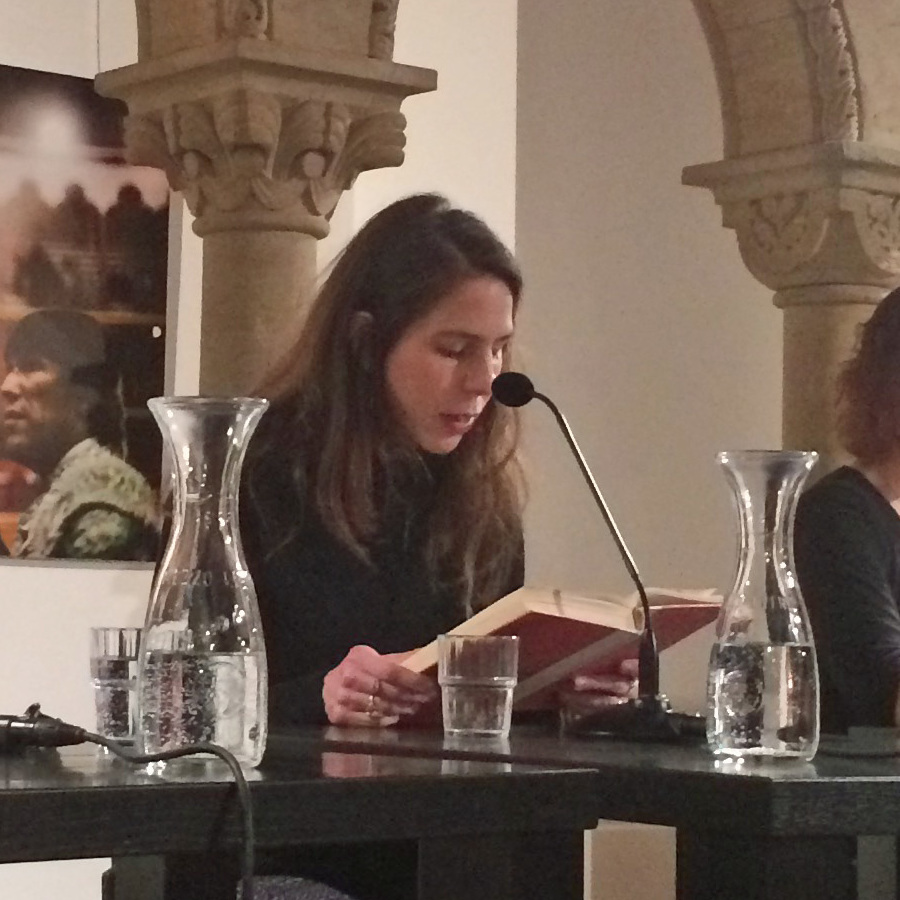
Rachel Kushner (2015)

Rachel Kushner (* 7. Oktober 1968 in Eugene, Oregon) ist eine US-amerikanische Schriftstellerin.

## Leben
Rachel Kushners Eltern waren Wissenschaftler,  die  sie als „unkonventionelle Personen aus der Beatnik-Szene“ beschrieben hat. Ihre Mutter stammt aus einer kubanischen Familie, ihr Vater war jüdischer Herkunft. Die Eltern zogen mit ihrer Tochter im Wohnwagen umher und ließen sich 1979 in San Francisco nieder, wo sie aufwuchs. Mit achtzehn Jahren ging sie als Austauschstudentin nach Florenz. Sie absolvierte ein schnelles Studium der Volkswirtschaftslehre an der University of California, Berkeley, vertrödelte die Zeit, gehörte zu einer Motorrad-Clique und fuhr eine 500 Moto Guzzi. 2001 erhielt sie einen MFA in Literatur und kreativem Schreiben an der Columbia University. Sie arbeitete in New York City als Redakteurin beim Literaturmagazin Grand Street und schrieb für das Magazin Bomb. Seither ist sie Herausgeberin der Zeitschrift Soft Targets.

### Werke
Ihre Geschichten und Essays erscheinen im New Yorker, in Harper’s, in der New York Times und in der Paris Review. Ihre beiden ersten Romane Telex from Cuba (2008) und The Flamethrowers (2013) waren jeweils für einen National Book Award nominiert. 2013 erhielt sie ein Guggenheim-Stipendium. Mit ihrem Roman The Mars Room erreichte Kushner 2018 die Shortlist des Man Booker Prize, und die französische Übersetzung des Romans (Le Mars Club) wurde 2018 mit dem Prix Médicis étranger ausgezeichnet.
2020 wurde ihr Text The Girl with the Big Red Suitcase Teil der vom New York Times Magazine initiierten Anthologie The Decameron Project. 29 New Stories from the Pandemic.
Ihr Essayband Harte Leute, 2022 in deutscher Übersetzung bei Rowohlt erschienen, beschreibt in zwanzig Texten ihre Faszination für „Menschen, die auf der Klinge des Lebens tanzen“, wie sie ihr Anfang der 1990er-Jahre in ihrem damaligen Bohème-Leben in San Francisco begegnet sind. Der Buchtitel The Hard Crowd beruht auf einem Schlüsselbegriff in dem Songtext White Room der Psychedelic-Rockband Cream. Das Buch sei eine „unbedingte Feier des Lebens“, fasst der Beitrag des ARD-Kulturmagazins ttt zusammen.

### Politisches Engagement
Im Oktober 2024 gehörte sie zu den Schriftstellern und Intellektuellen, die die den Aufruf zum Boykott kultureller Institutionen Israels unterzeichneten, die sich an der „erschütternden Unterdrückung der Palästinenser“ beteiligten oder ihr gegenüber Schweigen bewahrten.

### Privatleben
Kushner lebt mit ihrer Familie in Echo Park, einem Stadtteil von Los Angeles, in einem Holzhaus, das zu Beginn des 20. Jahrhunderts erbaut wurde. Ihr Ehemann Jason Smith arbeitet am Art Center College of Design; sie haben einen gemeinsamen Sohn, Remy.

## Werke
- Telex from Cuba. A Novel. Scribner, New York, 2008, Taschenbuchausgabe 2009, ISBN 978-1-4165-6104-0.
  - Telex aus Kuba. Aus dem Englischen von Bettina Abarbanell. Rowohlt, Reinbek bei Hamburg 2017, ISBN 978-3-498-03446-7.
- The Flamethrowers. A Novel. Scribner, New York, 2013, ISBN 978-1-4391-4200-4, Taschenbuchausgabe 2014, ISBN 978-1-4391-4201-1.
  - Flammenwerfer: Roman. Aus dem Englischen von Bettina Abarbanell. Rowohlt, Reinbek bei Hamburg 2015, ISBN 978-3-499-23883-3.
- The Strange Case of Rachel K. New Directions, New York, 2015, ISBN 978-0811224215, Taschenbuchausgabe 2016, ISBN 978-0811225533.
- The Mars Room. A Novel. Scribner, New York, 2018, ISBN 978-1-4767-5655-4, Taschenbuchausgabe 2019, ISBN 978-1-4767-5658-5.
  - Ich bin ein Schicksal. Aus dem Englischen von Bettina Abarbanell. Rowohlt, Reinbek bei Hamburg 2019, ISBN 978-3-498-03580-8.
- The Mayor of Leipzig. Karma, New York, 2020, ISBN 978-1949172478.
- The Hard Crowd. Essays 2000–2020. Scribner, New York, 2021, ISBN 978-1982157692.
  - Harte Leute. Essays. Aus dem Englischen von Bettina Abarbanell. Rowohlt, Reinbek bei Hamburg 2022, ISBN 978-3-498-00240-4.
- Creation Lake. Jonathan Cape, 2024
  - See der Schöpfung, aus dem Englischen von Bettina Abarbanell. Rowohlt, Hamburg 2025, ISBN 978-3-498-00241-1.